# Bischof von Coventry

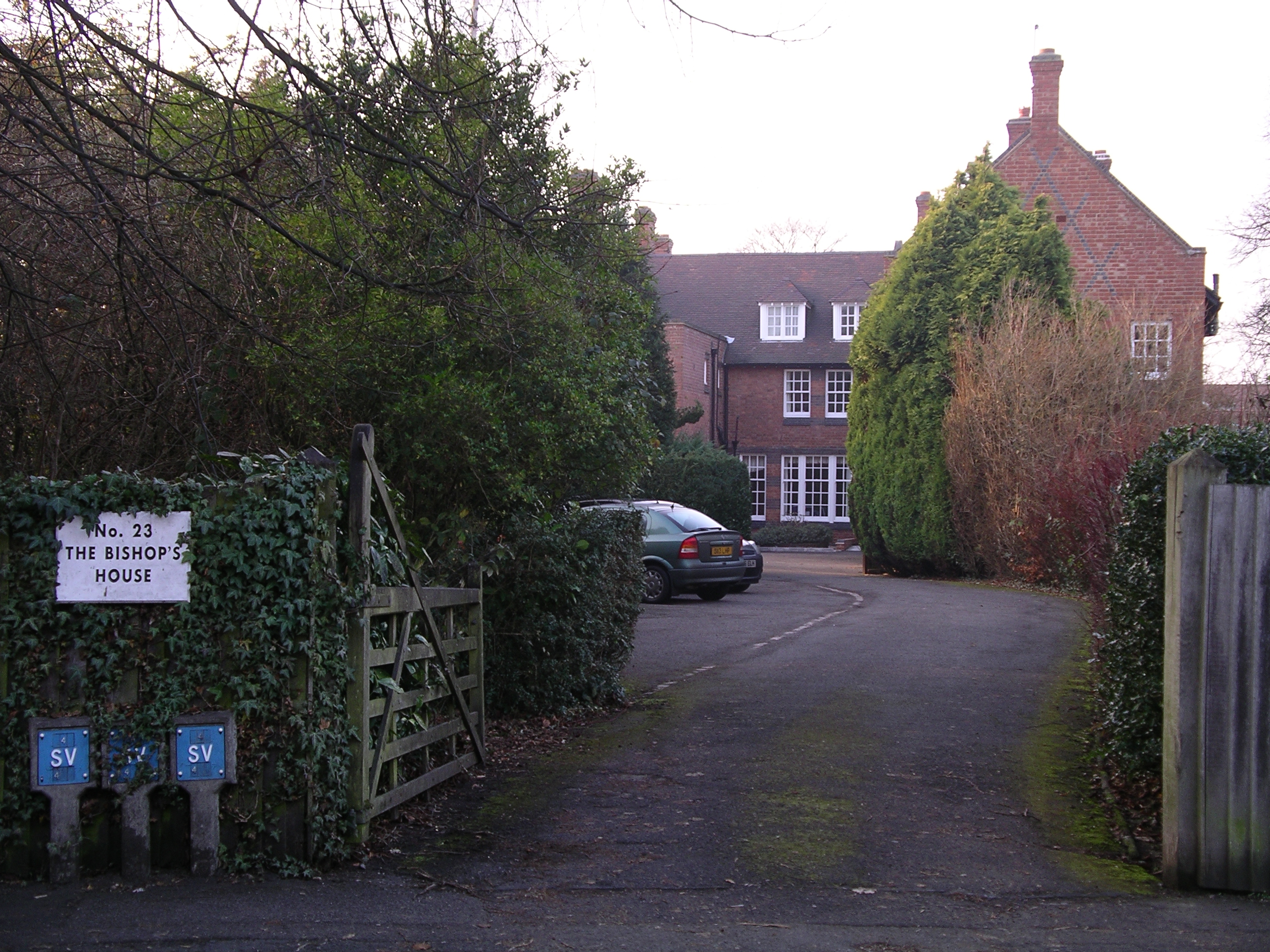
The Bishop’s House, Coventry

Der Bischof von Coventry ist das geistliche anglikanische Oberhaupt der Diözese Coventry. Im Mittelalter war der Bischof von Coventry zeitweise der Bischof von Lichfield und Coventry. 
Die gegenwärtige Diözese erstreckt sich über große Teile von Warwickshire. Der Sitz des Bischofs ist in Coventry in der Kathedrale von Coventry der Cathedral Church of Saint Michael. Der offizielle Wohnsitz des Bischofs ist The Bishop’s House in Coventry.

## Geschichte
Von 1102 bis 1238 war die ehemalige Benediktinerabtei und Kathedrale von St Mary in Coventry der Sitz der frühen Bischöfe von Coventry, die auch als Bischof von Chester oder Bischof von Lichfield bekannt waren. Bis zur Auflösung der Klöster war sie einer der Sitze des Bischofs von Coventry und Lichfield. Die Kathedrale wurde 1538 zerstört und der Bischofssitz war danach allein in Lichfield. 1837 wurde Coventry der Diözese Worcester zugeordnet.

## Suffraganbischöfe
Im späten 19. Jahrhundert gab es zwei Suffraganbischöfe von Coventry, die beide John Perowne als Bischof von Worcester zugeordnet waren.
| Suffraganbischöfe von Coventry                                                     | Suffraganbischöfe von Coventry | Suffraganbischöfe von Coventry | Suffraganbischöfe von Coventry |
| Von                                                                                | Bis                            | Name                           | Anmerkungen                    |
| ---------------------------------------------------------------------------------- | ------------------------------ | ------------------------------ | ------------------------------ |
| 1891                                                                               | 1894                           | Henry Bowlby                   |                                |
| 1894                                                                               | 1903                           | Edmund Knox                    | Später Bischof von Manchester. |
| 1903                                                                               | 1918                           | Kein Suffraganbischof berufen  | Kein Suffraganbischof berufen  |
| 1918 endete die Zeit der Suffraganbischöfe mit der Schaffung der modernen Diözese. |                                |                                |                                |
| Quellen:                                                                           |                                |                                |                                |

## Bischöfe der modernen Diözese
Die Diözese Coventry wurde 1918 unter König Georg V. wiederbelebt, als die Pfarrkirche Saint Michael zur Kathedrale erhoben wurde. Die Kathedrale wurde durch Brandbomben der deutschen Luftwaffe in der Nacht des 14. November 1940 schwer beschädigt und ist heute ein Ruinemahnmal direkt neben der neuen Kathedrale, die am 25. Mai 1962 geweiht wurde.
| Bischöfe von Coventry | Bischöfe von Coventry | Bischöfe von Coventry  | Bischöfe von Coventry                                          |
| Von                   | Bis                   | Name                   | Anmerkungen                                                    |
| --------------------- | --------------------- | ---------------------- | -------------------------------------------------------------- |
| 1918                  | 1922                  | Huyshe Yeatman-Biggs   | Vorher Bischof von Worcester.                                  |
| 1922                  | 1931                  | Charles Carre          | Später Bischof von Hereford.                                   |
| 1931                  | 1943                  | Mervyn Haigh           |                                                                |
| 1943                  | 1952                  | Neville Gorton         |                                                                |
| 1952                  | 1976                  | Cuthbert Bardsley      | Vorher Bischof von Croydon.                                    |
| 1976                  | 1985                  | John Gibbs             | Vorher Bischof von Bradwell.                                   |
| 1985                  | 1998                  | Simon Barrington-Ward  |                                                                |
| 1998                  | 2008                  | Colin Bennetts         | Vorher Bischof von Buckingham.                                 |
| 2008                  | 2023                  | Christopher Cocksworth | danach Dekan von Windsor                                       |
| 2024                  | Gegenwart             | Sophie Jelley          | Vorher Suffraganbischof von Doncaster in der Diözese Sheffield |
| Quellen:              |                       |                        |                                                                |